# Esmeralda Pimentel
Esmeralda Pimentel (Ciudad Guzmán, Jalisco, 1989. szeptember 8. –) mexikói színésznő.

## Élete és pályafutása
1989. szeptember 8-án született. 
2007-ben a Nuestra Belleza Mexico (Miss Mexikó) szépségversenyen negyedik helyezett lett. A Centro de Educación Artísticában (CEA) tanult. 2009-ben megkapta Adalberta Claveria szerepét a Verano de amor című telenovellában. 2012-ben a Bűnös vágyak című telenovellában játszotta Kenia szerepét. Ugyanebben az évben szerepet kapott a Cachito de cielo című sorozatban, ahol Mara Magaña szerepét játszotta. 2014-ben megkapta első főszerepét az El Color de la Pasión című telenovellában Erick Elías, Claudia Ramírez és Ximena Romo mellett.  Kapcsolata volt Osvaldo de Leónnal.

## Filmográfia

### Telenovellák
| Év        | Eredeti Cím                 | Cím                     | Szerep                                          | TV stúdió |
| --------- | --------------------------- | ----------------------- | ----------------------------------------------- | --------- |
| 2009      | Verano de amor              |                         | Adalberta 'Ada' Claveria                        | Televisa  |
| 2012      | Abismo de pasión            | Bűnös vágyak            | Kenia Jaso Navarro                              | Televisa  |
| 2012      | Cachito de cielo            |                         | Mara Magaña                                     | Televisa  |
| 2013–2014 | De que te quiero, te quiero |                         | Diana Mendoza de Cáceres                        | Televisa  |
| 2014      | El color de la pasión       | A szenvedély száz színe | Lucia Gaxiola Murillo                           | Televisa  |
| 2015–2016 | La Vecina                   |                         | Sara Granados Esparza                           | Televisa  |
| 2017      | Enamorándome de Ramón       | Szerelmem, Ramón        | Fabiola Medina Fernández                        | Televisa  |
| 2018      | La bella y las bestias      |                         | Isabela León / Carolina Gutiérrez / Atenea Rose | Televisa  |

### Sorozatok
| Év   | Cím                   | Szerep                     |
| ---- | --------------------- | -------------------------- |
| 2011 | Como dice el dicho    |                            |
| 2012 | Mujeres asesinas      | Carmen Hernández           |
| 2012 | Cloroformo            | Sarita                     |
| 2013 | Gossip Girl: Acapulco | Francesca Ruiz de Hinojosa |